# McAdenville
McAdenville város az USA Észak-Karolina államában, Gaston megyében. Lakosainak száma 890 fő (2020. április 1.).

## Története
A várost 1881-ben alapították. Nevét Rufus Yancey McAdenről, a város textilgyárának, a McAden Millsnek az elnökéről kapta.

## Népesség
A település népességének változása:

| 2010 | 651 |
| 2020 | 890 |